# Rezerwat przyrody Jezioro Zdręczno
Jezioro Zdręczno – rezerwat wodny w centralnej części Tucholskiego Parku Krajobrazowego ok. 6 km od Woziwody (gmina Tuchola, powiat tucholski) w województwie kujawsko-pomorskim, utworzony w 1982 roku na obszarze 15,74 ha. W 2024 powiększono jego powierzchnię do 22,19 ha i otoczono otuliną o powierzchni 38,76 ha, a także wyznaczono zadania ochronne.
Rezerwat obejmuje śródleśne zarastające jezioro eutroficzne z zespołami roślinności wodnej i szuwarowej oraz torfowisko z gatunkami roślin chronionych i reliktowych.